# Caesarea (género)
Caesarea es un género de plantas fanerógamas perteneciente a la familia Vivianiaceae.  

## Taxonomía
Caesarea fue descrita por Jacques Cambessèdes y publicado en Mémoires du Muséum d'Histoire Naturelle 18: 373, en el año 1829.

## Especies
- Caesarea albiflora Cambess.
- Caesarea guevarana Cast.-Campos & M.E.Medina
- Caesarea montevidensis Klotzsch